# V květnu si dělej, co chceš
V květnu si dělej, co chceš (v originále En mai, fais ce qu'il te plaît) je francouzský hraný film z roku 2015, který režíroval Christian Carion. Snímek měl světovou premiéru na mezinárodním filmovém festivalu v Saint-Jean-de-Luz dne 10. října 2015.

## Děj
V květnu 1940 několik milionů lidí opustilo severní Francii, aby uniklo německé invazi. Mezi nimi je i Němec, který uprchl ze své země, aby našel svého syna. Jen o vlásek utekl z vězení v Arrasu díky pomoci Angličana.

## Obsazení
| August Diehl     | Hans    |
| Olivier Gourmet  | Paul    |
| Mathilde Seigner | Mado    |
| Alice Isaazová   | Suzanne |
| Matthew Rhys     | Percy   |
| Thomas Schmauser | filmař  |
| Laurent Gerra    | Albert  |
| Jacques Bonnaffé | Roger   |
| François Godard  | Edmond  |

## Ocenění
- César: nominace na nejlepší filmovou hudbu (Ennio Morricone)